# Новгород-Сіверський гурток
Новгород-Сіверський гурток — група українських діячів патріотично-автономістського спрямування. Існувала на теренах Новгород-Сіверщини у 70—90-х рр. 18 ст.

## Основні відомості

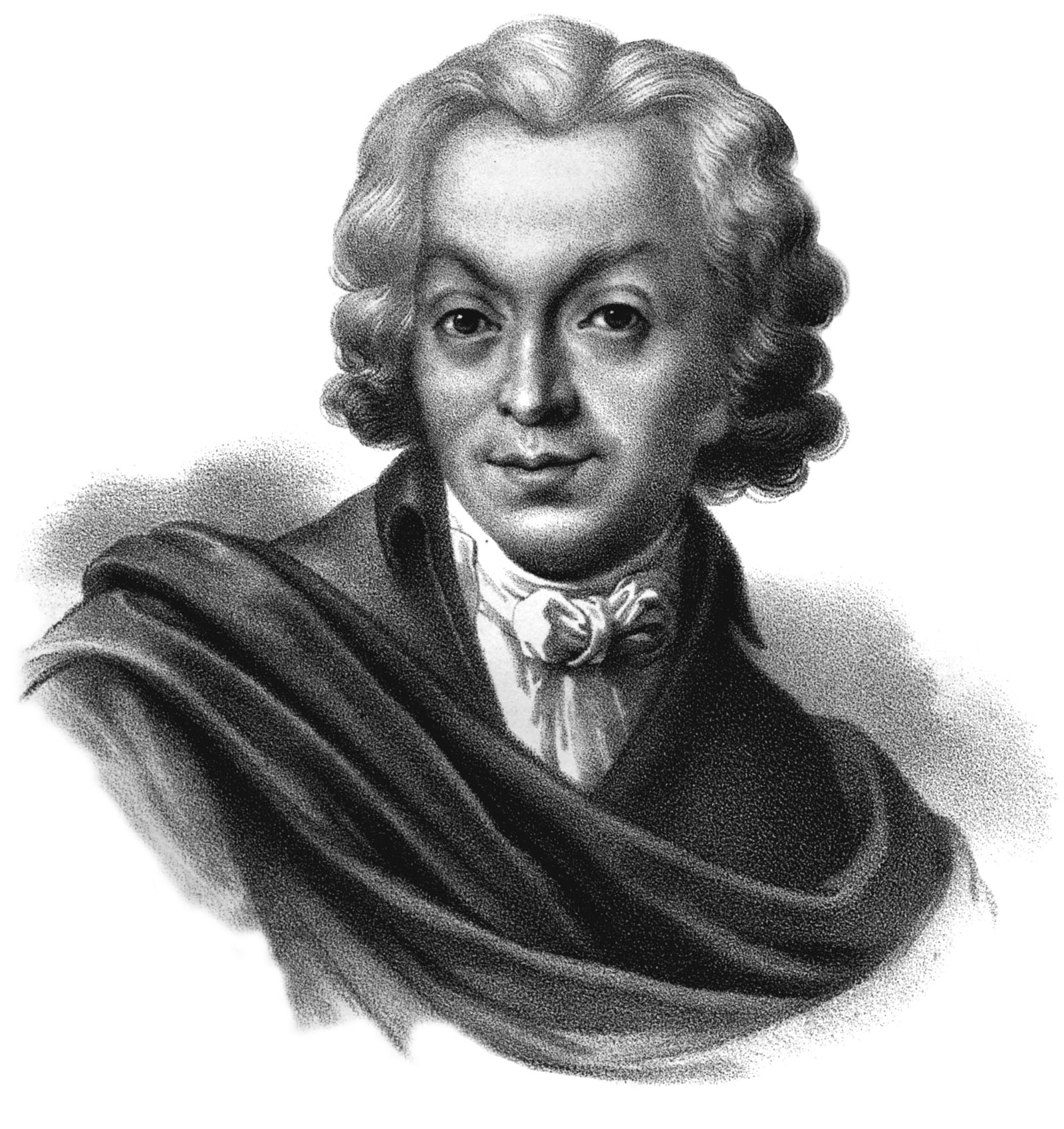
Василь Капніст

Однією з найважливіших соціокультурних передумов виникнення Новгород-Сіверського гуртка стало створення Новгород-Сіверського намісництва з центром у м. Новгород-Сіверський, що перетворило колишнє сотенне містечко на важливий осередок українського громадського та культурного життя кінця 18 ст., зокрема, зумовило концентрацію в одному місці багатьох патріотів-автономістів, які служили там на різних посадах у місцевих установах або мешкали. Крім того, учасники Новгород-Сіверського гуртка були пов'язані між собою родинними, службовими та особистими зв'язками. Багатьох з них об'єднувало навчання в Києво-Могилянській академії (Варлаам Шишацький, Мельхіседек Значко-Яворський, Павло Коропчевський, Опанас Лобисевич, Григорій Полетика та ін.). Припускають, що до Новгород-Сіверського гуртка належали чи були пов'язані з ним Варлаам Шишацький, Андрій Гудович, Григорій Долинський, Мельхіседек Значко-Яворський, Тимофій Калинський, Василь Капніст, Павло Коропчевський, Опанас Лобисевич, Михайло Миклашевський, Григорій Полетика (Политика), Андрій Рачинський, Федір Туманський, Іван Халанський, Архип Худорба, С. Ширай та ін. Кілька учасників Новгород-Сіверського гуртка (В. Капніст, О. Лобисевич, Г. Полетика, Ф. Туманський та ін.) певний час мешкали чи служили в Санкт-Петербурзі, а також мали розгалужені зв'язки з петербурзькими українцями, які перебували на російській імперській службі.

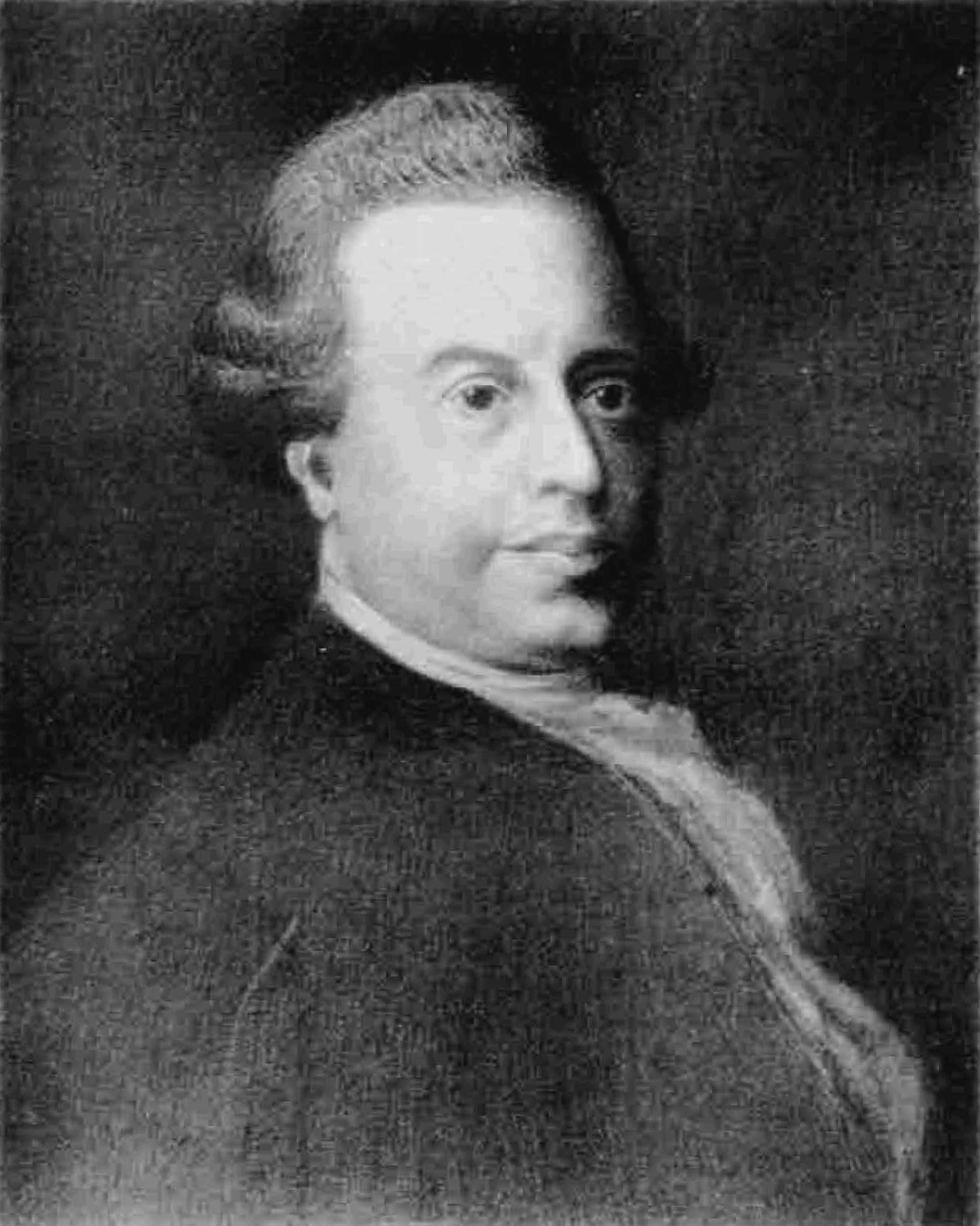
Григорій Полетика

Інтелектуальна основа поглядів учасників Новгород-Сіверського гуртка спиралася на апологію традицій старої Гетьманщини. У політичній площині представники Новгород-Сіверського гуртка обстоювали ідеї широкої автономії України в Російській імперії, переважно в культурницькому, церковному та адміністративно-територіальному плані, але не виключали й виходу українських земель з її складу, спираючись на іноземну підтримку (Берлінська місія В. Капніста 1791 — імовірно за дорученням новгород-сіверських автономістів, зносини з революційною Францією та ін.). Вони також боролися за визнання дворянських прав за козацько-старшинськими та шляхетськими родами в імперській становій ієрархії, зокрема, пропагували тезу про споконвічність української шляхетської верстви, що вища за російське дворянство, та ін.
В ідеологічному сенсі політична концепція Новгород-Сіверського гуртка зорієнтована ретроспективно на традиції та інститути Гетьманщини, зокрема, простежується схильність до ідеалізації національної історії: акцентування уваги на славетному й героїчному козацькому минулому, військовій доблесті та звитязі, підкреслюються переваги, які здобула Москва з приєднанням українських земель, тощо. Учасники Новгород-Сіверського гуртка дотримувалися думки, що гетьман є голова держави і суверен, козацька старшина прирівнюється як мінімум до російського офіцерства, а іноді — й до боярства (Т. Калинський). У середовищі Новгород-Сіверського гуртка поширювалися ідеї про рівноправність міждержавних союзів з Польщею та Росією, прагнення продемонструвати порушення Москвою козацьких прав і свобод тощо. Певний вплив на погляди учасників Новгород-Сіверського гуртка справили ідеї американської та французької революцій кінця 18 ст., хоча в цілому вони шукали політичного компромісу з російськими урядом у культурно-освітній площині.

## Діяльність

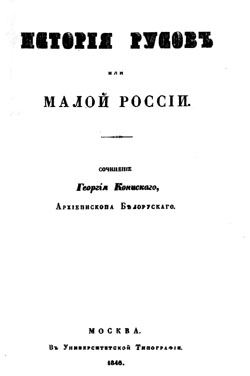
Обкладинка «Історії Русів»

Сфера діяльності Новгород-Сіверського гуртка здебільшого обмежувалася культурно-просвітницькими, освітніми (проекти заснування гімназії та університету І. Халанського, створення «Академічного зібрання» і книгарні Ф. Туманського у Глухові та ін.) і пропагандистськими акціями (поширення т. зв. промов Івана Мазепи та Павла Полуботка), а також реформістсько-адміністративними ініціативами й намірами (козацький проект В. Капніста 1788 про створення українських карабінерських полків, плани Сави Пальмовського, Варлаама Шишацького про автокефалію Українсько-Білоруської православної церкви у Речі Посполитій та ін.).
Мали місце також контакти представників Новгород-Сіверського гуртка з іноземцями, зокрема, вони надавали матеріали для праць Ніколя-Габріеля Леклерка, Йогана-Бенедікта Шерера та ін.
Українські діячі, які належали до Новгород-Сіверського гуртка, активно займалися збиранням матеріалів та документів до історії, етнографії, господарства і статистики України-Гетьманщини 17—18 ст., а почасти їх виданням. Частина із зібраних матеріалів була використана в працях Я. М. Марковича «Записки о Малороссии» (1798), Г. Полетики «Записка, как Малая Россия во время владения польского разделена была и о образе ее управления», «Запись, что Малая Россия не завоевана, а присоединилась добровольно к России» та «Историческое известие, на каком основании Малая Россия была под Республикой польскою и на каких договорах поддалась Российскому государству без нарушения прав и вольностей», Андрія Пригари «Особое или топографическое описание города губернского Новгорода-Северского» (1786—87) та ін. Вважають, що імовірний автор «Історії Русів» належав або принаймні був пов'язаний з Новгород-Сіверським гуртком (О. Оглоблин).
Окрім того, учасники Новгород-Сіверського гуртка працювали й на теренах українського мовознавства, літератури, музики та мистецтва («Вергилиевы пастухи…» О. Лобисевича, «Грамматика малороссийского наречия» Олексія Павловського, музичні твори А. Рачинського, словник «Изъяснение малороссийских речений в предшедших листах» Ф. Туманського (1793) та ін.). У цих творах простежуються патріотичні мотиви, підкреслення національної самобутності українських земель, а також впливи просвітницького раціоналізму.
Учасники Новгород-Сіверського гуртка підтримували дружні стосунки з багатьма впливовими російськими сановниками, в тому числі з генерал-фельдмаршалом Петром Румянцевим-Задунайським, який був наближений до великого князя (пізніше — імператора Павла I) Павла Петровича.

## Вивчення
Вивчення Новгород-Сіверського гуртка започаткував О. Оглоблин, хоча Михайло Возняк та Михайло Грушевський ще раніше висловлювали думку, що певні постаті (О. Лобисевич) з новгород-сіверського середовища кінця 18 ст. належали до українського гуртка в Лівобережній Україні. Діяльність деяких новгород-сіверських діячів студіювалася і раніше, але не розглядалася систематично в контексті побутування тодішніх українських автономістів.

## Вплив
Патріотично-автономістські традиції Новгород-Сіверського гуртка справили на початку 19 ст. помітний вплив на багатьох тогочасних діячів як на теренах Новгород-Сіверщини, так і Лівобережної України, зокрема на Малоросійське таємне товариство (1821).